# Al Samawah FC
FC Al Samawah is een voetbalclub uit de Iraakse stad As-Samawah. De club speelt in de hoogste divisie in Irak, de Super League, nadat het vorig seizoen kampioen is geworden in de Iraq Division 1 waarmee promotie werd bereikt. De voorzitter is Namir Hasoon.